# Dannefeld
Dannefeld este o comună din landul Saxonia-Anhalt, Germania.